# 鼻孔
鼻孔（びこう、英: nostril、羅: naris）は、脊椎動物の顔面にある開口部である。元来は感覚器官として発達したが、後に呼吸器官としての役割も持つようになった。位置は目と口の間に開口するのが一般的である。通俗的には鼻の穴という。ヒトの場合、鼻孔の開口部が盛り上がって目立つためにこれを鼻と呼んで鼻の穴の方が付け足しのように呼ぶが、発生的には鼻孔の方が遙かに古い。

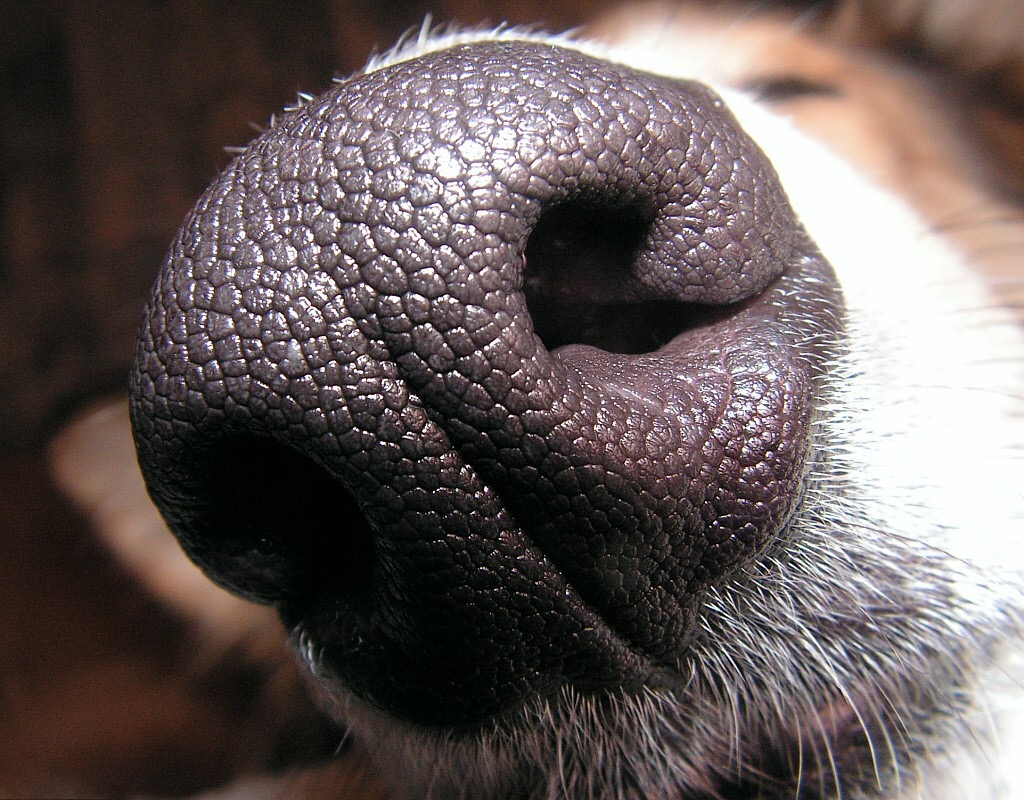
イヌの鼻孔

## 構成
外部に対して開口している部分を外鼻孔（がいびこう）と呼び、内部空間である鼻腔（びくう・びこう）に続く。外鼻孔から続く鼻腔がさらに口腔・咽頭に開く場合その内側の開口部を内鼻孔（ないびこう）と呼ぶ。

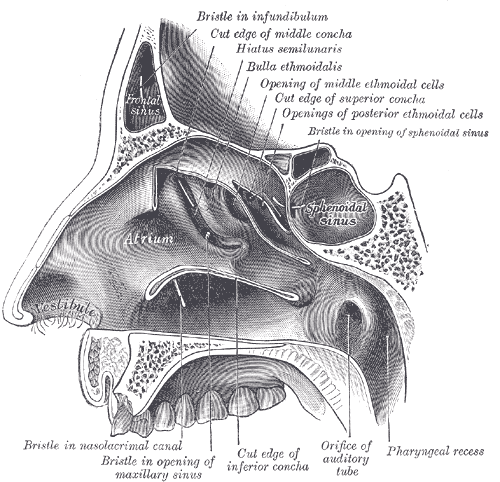
ヒトの鼻腔の図。左の開口部が外鼻孔、右の咽頭に続く部分が内鼻孔

### 外鼻孔
本来の役割である感覚器官として、周囲の液体・気体を取り入れて嗅覚細胞に導くため外界に対して開いている。内鼻孔は外部から見えないため、単に「鼻孔」といえば通常は外鼻孔を指す事が多い。その数は0個（鼻孔が無い）・1個・2個（1対）・4個（2対）など生物群によって変異がある。外鼻孔を4個（2対）持つ硬骨魚類の場合、前の1対を前外鼻孔（ぜんがいびこう）、後の1対を後外鼻孔（こうがいびこう）と呼ぶ。四肢動物の外鼻孔と相同なのは前外鼻孔であるが、後外鼻孔のその後については四肢動物の鼻涙管となって残存しているという説と内鼻孔となったという説がある（#内鼻孔の起源参照）。

### 内鼻孔
嗅覚器官としてのみ働く魚類の鼻孔は外部に開口する外鼻孔のみであるが、ハイギョやエウステノプテロンなどの肉鰭類と四肢動物では内鼻孔が口腔に開口し、それにより四肢動物では鼻孔が呼吸器官としての一翼を担うにいたった。生物に内鼻孔が出現した直後は、外鼻孔の直下すぐ近くに開口していたが、その後の進化に伴って内鼻孔は後退し咽頭に近づいていった。そのため、内鼻孔は後鼻孔（こうびこう）とも呼ばれる。ただし、硬骨魚類の前外鼻孔・後外鼻孔をそれぞれ単に前鼻孔・後鼻孔と呼ぶ場合もあるので混同しないよう注意が必要である。

#### 内鼻孔の起源
内鼻孔の起源に関しては大きく分けて、鼻腔から口蓋部へ開いた新規の開口だと考えるものと、硬骨魚類が既に持っていた後外鼻孔が口蓋部へ移動したものだと考えるものがある。
硬骨魚類の鼻孔と口唇の間には三叉神経の第二支である上顎神経が後部から前部へ走っている。後外鼻孔が徐々に下へ口蓋部へと移動したならば上顎神経はそれに押し込まれて共に移動するはずである。その場合、口蓋部において上顎神経は内鼻孔（後外鼻孔）の内側を通ると推測される。ハイギョが持つ内鼻孔は実際にそうなっているため、ハイギョの内鼻孔は硬骨魚類の後外鼻孔であることは古くから認識されていた。一方、四肢動物では上顎神経は内鼻孔の外側を通っている。また、四肢動物の内鼻孔が移動してきた後外鼻孔であったとすると、前上顎骨と上顎骨に並ぶ連続した辺縁歯列を越えて口蓋に入らなければならない（ハイギョには辺縁歯列はなく口蓋に複合歯板が位置するためこれは考慮に入れなくて良い）。つまり後外鼻孔が四肢動物の内鼻孔となるためには、上顎神経と上顎歯列を分断して後外鼻孔が通過した後それらが再結合させられる必要があることを意味する。これは非常にあり得ないことだと受け止められ、よって四肢動物の内鼻孔は新たに口蓋に開口した新形質でありハイギョの内鼻孔とは単なる収斂でしかない（そしておそらく後外鼻孔は鼻涙管となった）という説の論拠となっていた。
しかし、1993年に中国雲南省の3億9500万年前の地層（穿洞累層：Chuandong Formation）から肉鰭類の Kenichthys が発見されたことにより事態が変化した。この化石を詳細に調査すると、後外鼻孔が前上顎骨/上顎骨接続を分断する形で辺縁歯列中に開口しており、これは後外鼻孔が内鼻孔に移行するまさに中間段階であると考えられた。あり得ないとされていた中間段階の実例が発見されたことにより、四肢動物の内鼻孔が後外鼻孔に由来するという説は大きな後押しを受けた。この化石が示すのは上顎歯列が実際に分断されていたという事実のみだが、さらなる研究によって上顎神経と内鼻孔の位置関係に関する問題についての解決も得られる可能性がある。この化石の報告者は、より進化した四足動物では神経と歯列は内鼻孔の外側に再構成された可能性を提示している。

## 進化

### 無顎類
化石記録によるとケファラスピスを初めとする頭甲類、ヤモイチウスなどの欠甲類では、鼻孔（外鼻孔）は1つである単鼻孔であり、正中線上に開口していた。一方で、プテラスピスに代表される翼甲類（異甲類）は2個の鼻孔を持っていたことが判明している。現生の無顎類がどの分類群に近いかは多くの説があるが、いずれにせよ、現生のヤツメウナギ類・ヌタウナギ類ともに、鼻孔は1つしかない。
頭頂部に開口するヤツメウナギの鼻孔は盲嚢状であり、化石種の単鼻孔も同様の構造だったと推測されている。盲嚢状の鼻孔は鼻嚢と呼ばれ、ヤツメウナギでは脳の下垂体と接している。

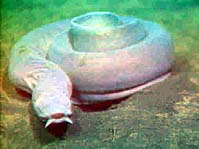
ヌタウナギの一種。触手の間に単鼻孔が開口する

一方で、前端に開口するヌタウナギ類の鼻孔は盲嚢状ではなく、後端が咽頭部に開口している。これは口で獲物に吸い付いたまま鼻孔を通して呼吸することが出来るための適応だと考えられている。ここで、鼻孔で呼吸が可能であるという点は、後の内鼻孔類と同様の形質である。しかしこれは明らかに平行進化の産物であり、ヌタウナギ類の咽頭開口部と内鼻孔類の内鼻孔は収斂による相似器官でしかない。そのため一般的に、ヌタウナギ類が持つ器官が「内鼻孔」として言及される例はほとんど無い。
この単一の鼻孔という物は、その数からいってもそれを持っているのが現生脊椎動物で最も原始的とされている点からいっても一見原始的な形質であるように思えるが、実際の所それが本当に原始的形質なのかどうかは実ははっきりしない。化石記録においても、鼻孔を2個持つ翼甲類は頭甲類や欠甲類の後に現れたのではなく、むしろ先駆けて出現している。また1つしかない嗅窩を支配する嗅神経も有対であり、さらに発生学上もヤツメウナギの幼生の鼻嚢は成体とは異なり腹側に位置し2分葉であることが明らかとなっている。

### 魚類
顎を持ち始めて以降の魚類は全て有対の鼻孔を持っている。軟骨魚類であるサメ類では嗅覚が非常に発達しており、1対の鼻孔は吻部下部に開口している。皮膚が張り出して中央部で接することにより、各開口部が2カ所に仕切られていることもある。
| 軟骨魚類(Carcharias taurus ) の1対の鼻孔 |  | 硬骨魚類(Acipenser brevirostrum ) の2対の鼻孔（前外鼻孔と後外鼻孔） |
| 軟骨魚類(Carcharias taurus ) の1対の鼻孔 |  | 硬骨魚類(Acipenser brevirostrum ) の2対の鼻孔（前外鼻孔と後外鼻孔） |

現在の支配的魚類である硬骨魚類では基本的に鼻孔は2対となる。前述のように、前の1対を前外鼻孔、後の1対を後外鼻孔とよぶ。前外鼻孔から入ってきた水は、鼻嚢底にある嗅層板に接した後、後外鼻孔から出て行く。前後の外鼻孔は大きく離れている場合もあるが、ほぼ同じ場所にある場合もある。近接して位置している場合、隣接した前後の外鼻孔の間から仕切板が突出していることがあるがこれは整流のためである。多くの硬骨魚類は主鼻嚢のほかに副鼻洞を持ち、これを用いて静止時でも鼻嚢に水を出し入れして臭いを嗅ぐことが可能である。
硬骨魚類の中の一部が進化して肉鰭類となったとき、初めて内鼻孔を獲得した。鼻孔と口腔がつながっている魚類でも鼻孔が外気呼吸に用いられることはなく、この内鼻孔も元来は副鼻洞のように鼻孔に水を導くための適応として進化したのではないかと考えられている。いずれにせよ内鼻孔はこの仲間から進化した四肢動物にも受け継がれていくこととなった。

### 両生類
最初期の両生類であるイクチオステガなどでは鼻孔の位置や発達程度は先祖の総鰭類と大差なく、外鼻孔は口縁のすぐそばに開口していた。内鼻孔はそのすぐ内側に開いており、外鼻孔と内鼻孔を隔てるのはたった一本の細い上顎骨であった。その後に現れた両生類では、その進化に伴い外鼻孔は背面に、内鼻孔は口蓋前部に移動するようになる。
現生の無尾目・有尾目・無足目を含む平滑両生類では、全般的に頭骨の骨化程度が退縮し構成骨間に大きな間隙が生じている。実際の開口部は口蓋の中程にある左右一対の襞である口蓋褶に沿った細い裂隙となる。この細裂状の内鼻孔は、外鼻孔よりも大きな物となっているが、これは口腔からの空気を鼻腔内の鋤鼻器に導くという役割をはたしている。

### 爬虫類
爬虫類の鼻孔において特筆すべきは、二次口蓋の形成に伴い内鼻孔が咽頭方向へ大きく後退するものが現れ始めたという点である。
これはいくつかの系統でそれぞれ独自に進化したことが明らかである。双弓類の系統では、ムカシトカゲ目やヘビ・トカゲなどの有鱗目には二次口蓋が存在せず、内鼻孔は両生類と同じような口蓋褶に開口しているのに対し、ワニや一部の恐竜類は二次口蓋を発達させており、カメ類ではそのグループの中で様々な程度の二次口蓋が見られる。その一方で単弓類の系統でも、盤竜類では発達していない二次口蓋が、獣弓類では存在が明確になっている。
二次口蓋の利点の一つとして、食事中でも呼吸が出来る、という点がある。そのためこれは常に大量のエネルギーを発生させておくために、変温動物よりはるかに多い酸素と食料を必要とする恒温性の獲得と関連づけて捉えられる場合がある。現生の恒温動物である鳥類と哺乳類はともに二次口蓋と後退した内鼻孔を持つが、これらはそれぞれ恐竜類と獣弓類が持っていたものに由来する。

### 鳥類
鳥類の外鼻孔は、通常くちばし基部に開口している。種によっては左右の外鼻孔が貫通していることもある。くちばしの角質部ではそれほど大きくない開口部でも、骨格では大きく開口している。鳥類のくちばしは哺乳類の口吻と比べても可動性が大きいが、この大きな鼻孔がその可動性に関与している場合がある。鳥類の鼻孔はその形態によって、全鼻孔・両鼻孔・擬分鼻孔・分鼻孔の4種類に分けられている。このうち渉禽類などによく見られる分鼻孔では、鼻孔がくちばしの大部分を占めるまでに大型化し、くちばし全体をたわませることができるようになっている。鼻孔下縁部が後方の可動の方形骨と関節することによりくちばしの根本部分を閉じたまま先端部だけを開閉することが可能となっている。ツル類とサギ類はどちらも長い脚と良く曲がる長い首、長く直線的なくちばしで餌を採るという点でよく似ているが、それぞれの鼻孔はツルが分鼻孔型でサギが全鼻孔型である。これはツルは雑食性で土をおこすなどしながら餌を漁るので上顎先端のみを動かせる分鼻孔を、一方サギは動物食なので鼻孔開口部が比較的小さく上くちばし全体が頑強で獲物を押さえ込みやすい分鼻孔を発達させたと考えられている。

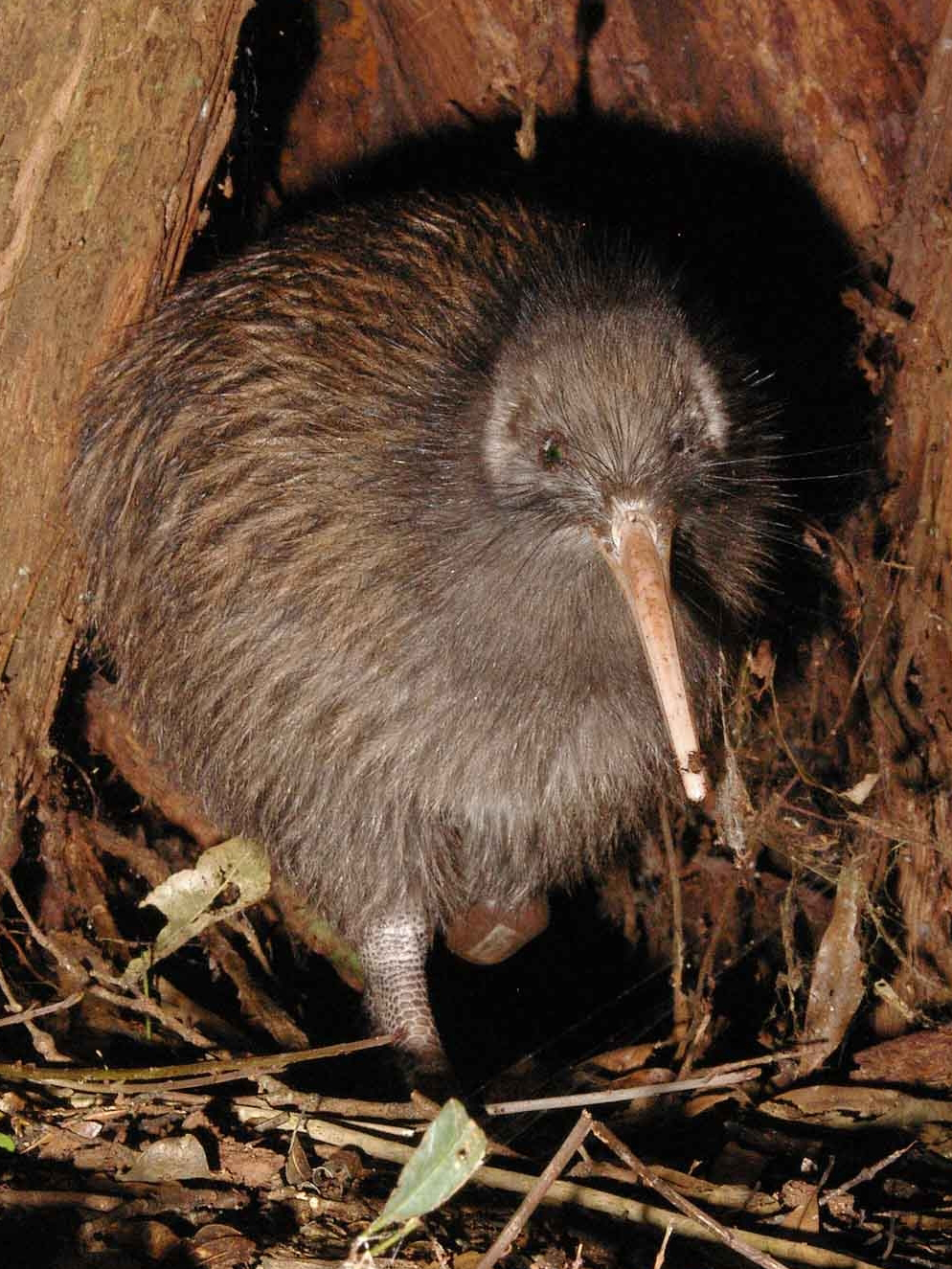
キーウィ(Apteryx mantelli)

鳥類は嗅覚がほとんど発達していないグループなので、鼻孔は感覚器官としてではなく呼吸器官としての役割が大きい。しかし例外もあり、ニュージーランドの地上生鳥類であるキーウィは嗅覚が発達しており、地中の小動物をくちばしを土中に差し込んで探す。その習性に伴い、キーウィの外鼻孔はくちばし先端部に開口している。

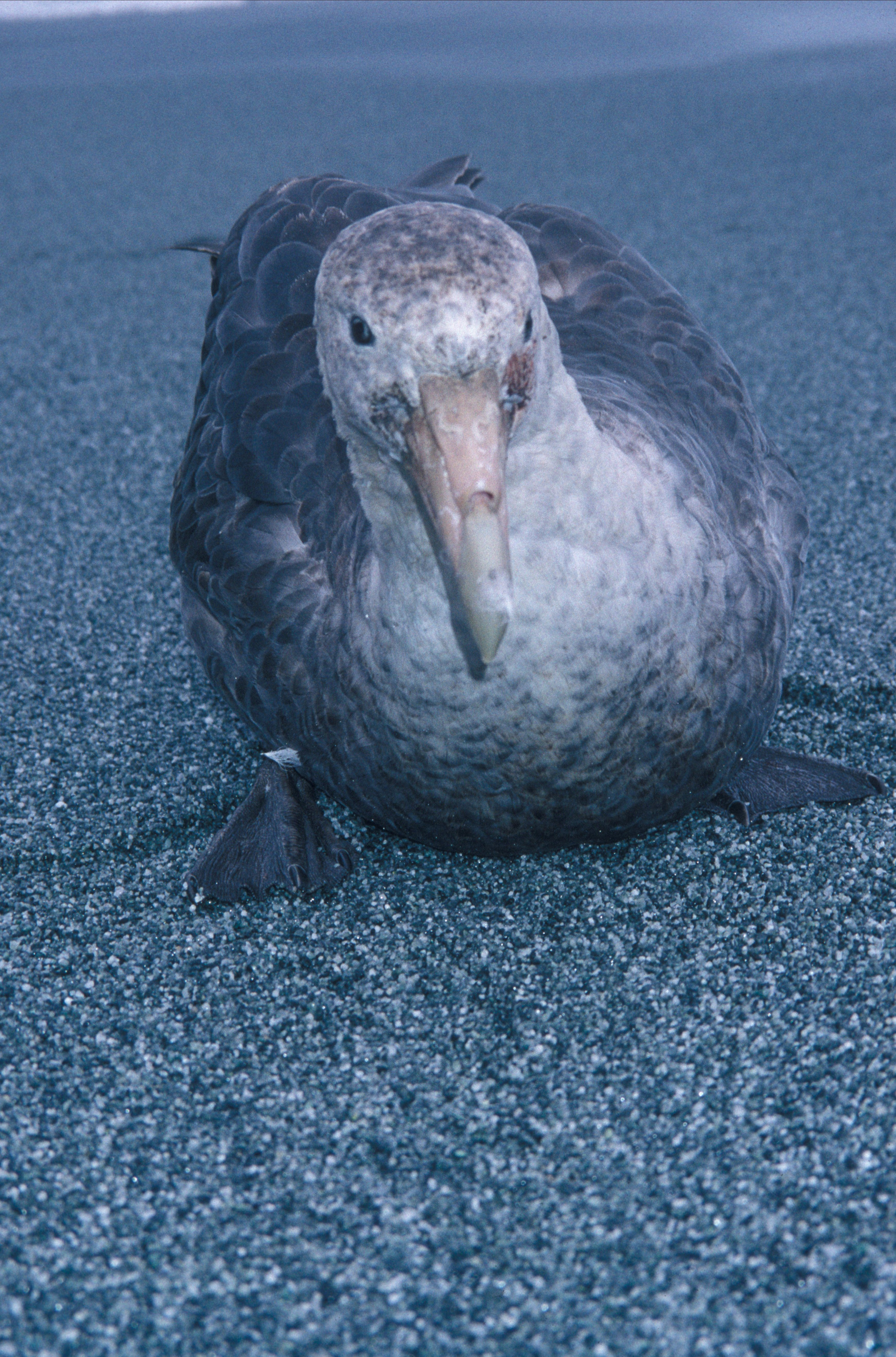
管状の鼻孔をもつオオフルマカモメ

海鳥類では多くが海水から余分な塩分を濾し取る塩類腺を前額部に発達させ、それが頭蓋外にあるグループでは眼窩の上あたりに鼻腺窩と呼ばれる窪みがありそこに塩類腺が収まる。濾し取られた塩類は塩分濃度の高い鼻水として排出される。ミズナギドリ目のミズナギドリ科・ウミツバメ科・モグリウミツバメ科の鳥類では、左右の外鼻孔が一体化し細長い管状になって開口しており、これが塩類の排出部分として働いている。この外鼻孔の形状のためこれらの鳥類を管鼻類（かんびるい）と呼ぶことがある。
ペリカン目のカツオドリなどでは、外鼻孔が完全に閉塞して鼻孔が消滅している。これは上空から海中にダイブして餌をとる習性に合わせての適応だと推測されているが、呼吸のためのガス交換はくちばしの隙間を通して行われていると考えられている。

### 哺乳類
哺乳類の解剖学的特徴として、爬虫類では左右2カ所に分離して開口していた頭蓋骨の外鼻孔が、哺乳類では融合して単一の開口部になっている事が挙げられる。しかし、外鼻孔自体が単一になっている例はほとんど無く、ちゃんと左右別々に開口するのが通例である。
鳥類とは反対に、哺乳類は嗅覚が非常に発達しているグループであり、鳥類のように外鼻孔が退化している例は無い。多くの種で外鼻孔の周りに鼻鏡（びきょう）と呼ばれる湿った無毛の部位を持ち、嗅覚情報の鋭敏化に役立っている。

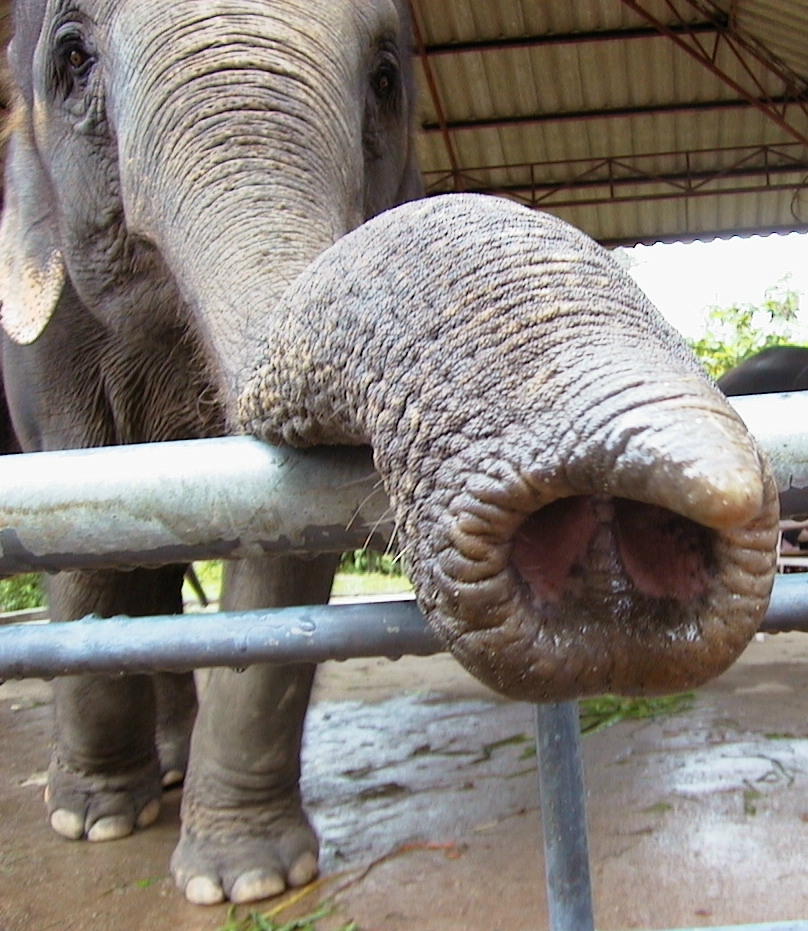
アジアゾウの外鼻孔

爬虫類においても鼻孔周辺にはこれを開閉するための筋肉が存在したが、顔面筋の発達した哺乳類においてはより複雑な筋群が鼻孔を取り巻いている。いくつかの種ではこれが同様に複雑な筋群を擁する上唇と一緒になり、自由に動く吻部となって頭蓋前部に突出していることがある。そのような吻部を持つバクやイノシシ類ではそれを使って食べ物を探し出したり取り扱ったりといった用途に用いているが、これを最も発達させたのはゾウの仲間である。彼らは非常に長く伸びた鼻をまるで手のようにして物を扱うだけでなく、鼻で吸い上げた水を口に入れることにより口を水面に付けずに水を飲み、水深の深い場所を渡るときには鼻を高く掲げてシュノーケルとするなど、非常に有用な器官として用いている。それら吻部が特殊化した動物でも嗅覚は退化せず、むしろ嗅覚の発達した動物である事が多い。
| ヒゲクジラ（ホッキョククジラ）の2個の噴気孔 |  | ハクジラ（ハンドウイルカ）の1個の噴気孔 |
| ヒゲクジラ（ホッキョククジラ）の2個の噴気孔 |  | ハクジラ（ハンドウイルカ）の1個の噴気孔 |

一方で、海生哺乳類では一般的に嗅覚は退化する傾向があり、脳に臭葉が欠けているクジラ類では外鼻孔は噴気孔としての呼吸器官の役割しか持っていない。ヒゲクジラ類では他の哺乳類と同じくまだ一対の外鼻孔を持っているが、ハクジラ類では外鼻孔は単一の開口部となっている。哺乳類で、他に外鼻孔が1つとなっている例は知られていない。ハクジラ類でも一般的に鼻道は左右別のままであり開口部で合流しているが、片方の鼻道が機能を停止している例もある。マッコウクジラでは右の鼻道は脳油器官の中央を貫いているのに対し、左の鼻道は脳油器官の脇を通るようにして左右非対称に伸びており、外鼻孔も吻部の正中線上ではなく左側にずれて開口している。
霊長目の中で「真のサル類」とも言われる真猿類は、新世界ザルとも呼ばれる広鼻猿類と、旧世界ザルとも呼ばれる狭鼻猿類の2グループに大きく分けられる。新世界で発展した広鼻猿類と旧世界で進化した狭鼻猿類の間にはいくつかの明確な解剖学的差異があるが、外鼻孔の開口の仕方もその一つである。新世界ザルは鼻中隔軟骨が発達しているため外鼻孔は左右に大きく離れて開口するのに対し、鼻中隔がそれほど発達しない旧世界ザルは外鼻孔が左右接近して開口する。これは広鼻・狭鼻というそれぞれのグループの名称の由来ともなっている。